# Eva Kjer Hansen
Eva Kjer Hansen (nacida el 26 de agosto de 1964) es una política danesa. En el año 2004 reemplazó a Henriette Kjær en el ministerio de asuntos sociales y derechos de la mujer, durante la primera legislatura de Anders Fogh Rasmussen. Tras la victoria electoral de Rasmussen en 2005, Hansen continuó al frente del ministerio en el nuevo gabinete de ministros. El 12 de septiembre de 2007 dejó el ministerio de asuntos sociales para pasar a ser Ministra de Agricultura, cargo que ocupa actualmente.
Es natural de Abenrá, en la región de Syddanmark, y milita en el Partido Liberal Danés (Venstre). Es miembro del Parlamento de Dinamarca desde las elecciones parlamentarias de 1990, y fue europarlamentaria desde 1994 hasta 1999.

## Controversia
Siendo Ministra de Asuntos Sociales, Hansen declaró en una entrevista al diario danés Jyllands Post en septiembre de 2005 que el incremento desequilibrado de la economía de los daneses no era para ella un asunto necesariamente problemático.
Este punto de vista fue duramente reprochado por la mayoría de partidos políticos, incluyendo el suyo propio, por parte de su máximo dirigente, Anders Fogh Rasmussen.